# Saxifraga dianxibeiensis
Saxifraga dianxibeiensis är en stenbräckeväxtart som beskrevs av J.T. Pan. Saxifraga dianxibeiensis ingår i Bräckesläktet som ingår i familjen stenbräckeväxter. Inga underarter finns listade i Catalogue of Life.